# Oberleitungsbus Leoben
Der Oberleitungsbus Leoben bediente von 1949 bis 1973 die Hauptlinien des innerstädtischen Verkehrs.

## Geschichte
In der Stadt Leoben, dem Zentrum der steirischen Eisenindustrie, war während des Zweiten Weltkrieges der Personenverkehr zu den Arbeitsstätten in den Stahlwerken derart angewachsen, dass die vorhandenen Omnibusverbindungen nicht mehr ausreichten. So entschloss man sich, dem damaligen Trend folgend, Leoben mit seinem Stadtteil Donawitz und weiter mit Trofaiach, wo sich eine Pulverfabrik, aber auch große Wohnsiedlungen befanden, durch einen Oberleitungsbus-Betrieb zu verbinden. Doch wegen der kriegsbedingten Schwierigkeiten bei der Beschaffung der Fahrzeuge und der elektrischen Ausrüstung konnte der vorgesehene Eröffnungstermin im Jahr 1944 nicht eingehalten werden.
Erst einige Jahre nach Kriegsende begann der Ausbau des Liniennetzes. Am 1. März 1949 wurde durch die Stadtwerke Leoben die erste Linie D mit sechs Kilometern Länge vom Hauptbahnhof Leoben durch die Innenstadt nach Donawitz eröffnet und dort am 21. September 1953 von der Ortsmitte bis zum westlichen Ortsende verlängert. Inzwischen führte schon ab 20. Dezember 1952 die Linie G, die in der Innenstadt von der Stammlinie abzweigte und drei Kilometer lang war, in den Süden jenseits der Mur nach dem Stadtteil Göß. Die dritte Linie L, die am 18. Juli 1959 den Betrieb aufnahm, war mit zwei Kilometern Länge die kürzeste; sie begann am Hauptplatz und endete in Lerchenfeld am Hauptfriedhof. Es standen maximal acht Obusse im Einsatz. Der Fahrplan 1969 sah einen 30-Minuten-Takt auf den Linien D und G (später A und B) vor; die Linie B wurde ab Hauptplatz durch Linie C auf einen 15-Minuten-Takt verstärkt. Der Obus hatte auch nach dem Krieg seine Leistungsfähigkeit bewiesen; doch blieb das Netz nur knapp vier Jahre in vollem Umfang in Betrieb.
Das Ende der Entwicklung des insgesamt elf Kilometer umfassenden Streckennetzes wurde durch die Elektrifizierung der ÖBB-Strecken in und um Leoben ausgelöst, mit denen niveaugleiche Übergänge bestanden. Wegen der Kreuzung mit der Verbindungsbahn Bruck an der Mur - St. Michael beim Bahnhof Göss wurde die Stammlinie D unterbrochen und musste ab 25. März 1963 mit Dieselbussen bedient werden. Außerdem waren die übrigen Obuslinien fortan vom 1961 errichteten Depot in Donawitz abgeschnitten und die Obusse mussten von dort zum Einsatz in die Innenstadt geschleppt werden.
Anfangs hoffte man das Problem durch den Bau einer Unterführung lösen zu können, aber im Lauf der Jahre gewann der Dieselbusbetrieb immer mehr an Bedeutung, so dass man am 1. Oktober 1970 auch die Linie vom Hauptbahnhof nach Göß einstellte. Die relativ neue Linie L (seit 1969 Linie G) blieb mit zwei Obussen im Viertelstundentakt noch bis zum 13. Juli 1973 in Betrieb. Dann endete der gesamte Obusverkehr in Leoben.